# Stora Isbillstjärnen
Stora Isbillstjärnen är en sjö i Leksands kommun i Dalarna och ingår i Dalälvens huvudavrinningsområde.